# Critio

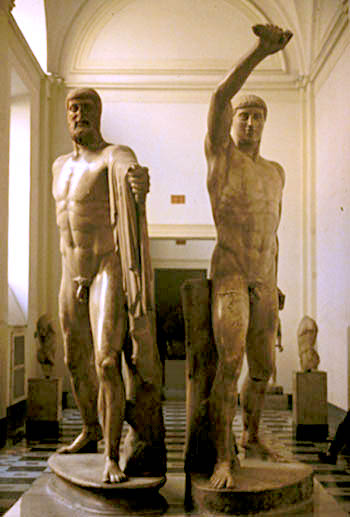
Harmodio y Aristogitón (Tiranicidas), copia romana de la estatua ateniense de Critio y Nesiotes.

Critio (Κριτίος en griego) fue un escultor griego del siglo V a. C. probablemente pupilo de Antenor y que ejerció en los talleres de Ática.  

## Obras
- En el año 477 a. C. esculpió junto a Nesiotes la escultura de los Tiranicidas (asesinos de Hiparco). Tras la victoria de los atenienses sobre los persas, aquellos ocuparon al día siguiente el Ágora de Atenas y encargaron a Critio y a Nesiotes la ejecución del grupo escultórico de los Tiranicidas, símbolo de la libertad de Atenas. Fue erigido en el lugar que ocupaba el de Antenor, robado por los persas.[1]

- Se le atribuye la estatua denominada efebo de Critio, realizada aproximadamente entre 490 y 480 a. C., figura del clásico temprano que se encuentra en el Museo de la Acrópolis.

## Estilo e influencia
Es un artista que trabajó entre el final de la Época Arcaica y la época arcaica final considerándose pupilo de Antenor y maestro de Mirón y que impulsó el concepto del contraposto, término italiano para designar la oposición armónica de las distintas partes del cuerpo de la figura humana, lo que proporciona cierto movimiento y contribuye a romper la ley de la frontalidad. 